# Cor triatriatum
Cor triatriatum (o cuore triatrico) è un difetto cardiaco congenito in cui l'atrio sinistro (cor triatriatum sinistrum) o atrio destro (cor triatriatum dextrum) è suddiviso da una membrana sottile, risultante in tre camere atriali (da cui il nome).
Il cor triatriatum rappresenta lo 0,1% di tutte le malformazioni cardiache congenite e può essere associato ad altri difetti cardiaci in almeno il 50% dei casi. La membrana può essere completa o può contenere una o più finestrature di dimensioni variabili.
Il cor triatrium sinistrum è più comune. In questo difetto c'è tipicamente una camera prossimale che riceve le vene polmonari e una camera distale (vera) situata più anteriormente dove si svuota nella valvola mitrale. La membrana che separa l'atrio in due parti varia in modo significativo in termini di dimensioni e forma. Può sembrare simile a un diaframma o essere a forma di imbuto, a forma di banda, interamente intatto (imperforato) o contenere una o più aperture (fenestrazioni) che vanno dal tipo piccolo, restrittivo a grande e ampiamente aperto.
Nella popolazione pediatrica, questa anomalia può essere associata a maggiori lesioni cardiache congenite come tetralogia di Fallot, doppio ventricolo destro, coartazione dell'aorta, connessione venosa polmonare parziale anomala, vena coronarica superiore sinistra persistente vena cavawith superiore, difetto del setto ventricolare, difetto atrioventricolare del setto (cuscinetto dell'endocardio) e comune canale atrioventricolare. Raramente, asplenia o polisplenia è stata riportata in questi pazienti.
Nell'adulto, il cor triatiatum è spesso un reperto isolato.
Cor triatriatum dextrum è estremamente raro e deriva dalla completa persistenza della valvola sinusale destra del cuore embrionale. La membrana divide l'atrio destro in una camera prossimale (superiore) e distale (inferiore). La camera superiore riceve il sangue venoso da entrambe le vena cava e la camera inferiore è in contatto con la valvola tricuspide e l'appendice atriale destra.
La storia naturale di questo difetto dipende dalla dimensione dell'orifizio di comunicazione tra le camere atriali superiori e inferiori. Se l'orifizio di comunicazione è piccolo, il paziente è gravemente malato e può soccombere in giovane età (di solito durante l'infanzia) a insufficienza cardiaca congestizia ed edema polmonare. Se la connessione è maggiore, i pazienti possono presentarsi nell'infanzia o nella giovane età adulta con un quadro clinico simile a quello della stenosi mitralica. Il cor triatriatum può anche essere un reperto occasionale quando è non ostruttivo.
Il disturbo può essere trattato chirurgicamente rimuovendo la membrana che divide l'atrio.